# Martha Wentworth
Martha Wentworth (2. června 1889 New York – 8. března 1974 Sherman Oaks, Los Angeles) byla americká herečka. Rozmanitost jejího hlasu jí získala označení herečka sta hlasů.
Její dlouhá rozhlasová kariéra začala na počátku 20. let 20. století. Z jejích prvních filmových dabingů byl film Srdečný pozdrav Singovi (1936). Její hlas se také objevil v komiksové sérii The Captain and the Kids v roce 1939 či v animovaném filmu 101 dalmatinů z roku 1961. Ve filmové roli se objevila v roce 1946 ve filmu Cizinec.

## Filmografie (výběr)
- Go, Johnny, Go! (1959) – Mrs. Kimberley McGillicuddy
- The Beatniks (1960) – Nadine
- 101 dalmatinů (1961) – Nanny / Queenie / Lucy (hlas)
- Meč v kameni (1963) – Old Lady Squirrel / Madam Mim (hlas; poslední filmová role)